# Тингли (Ајова)
Тингли (енгл. Tingley) град је у америчкој савезној држави Ајова. По попису становништва из 2010. у њему је живело 184 становника.

## Демографија
Према попису становништва из 2010. у граду је живело 184 становника, што је 13 (7,6%) становника више него 2000. године.
| Група             | 2000.       | 2010.       |
| Белци             | 167 (97,7%) | 183 (99,5%) |
| Афроамериканци    | 0 (0,0%)    | 0 (0,0%)    |
| Азијати           | 0 (0,0%)    | 0 (0,0%)    |
| Хиспаноамериканци | 1 (0,6%)    | 1 (0,5%)    |
| Укупно            | 171         | 184         |